# Синофобия
Синофо́бия (от лат. Sinae — Китай и др.-греч. φόβος — страх), антикитайские настроения — неприязнь, предвзятое отношение, дискриминация, нетерпимость, ненависть и презрение к Китаю, китайцам и к китайской культуре. Синофобия широко распространена во всех странах Восточной Азии (кроме самой КНР), Центральной Азии и в особенности в Юго-Восточной Азии.. Также широко распространённая неприязнь к китайцам существует в местах проживания диаспор китайской национальности (в особенности в странах Восточной, Юго-Восточной и Центральной Азии), что усложняется проблемами иммиграции, развитием национального самосознания в соседних с Китаем странах, несоответствием богатств в разных странах и экономической конкуренции китайской диаспоры с местным населением.
К причинам синофобии относятся национализм, ксенофобия, неприятие коммунистического правительства КНР, исторические обиды, страх экономической конкуренции и расизм, китайская концепция «потерянных территорий» (см. Век унижения), которая продолжает существовать внутри КНР как основа оправдания претензий на территории большинства соседних стран, вмешательство КНР во внутренние дела других государств.
Синофобия является противоположностью синофилии.

## По местоположению

### КНР

#### Восточный Туркестан
Синьцзян-Уйгурский автономный район (исторический Восточный Туркестан): из-за проводимой политики китаизации и репрессий синофобы скрываются среди коренных жителей.

#### Тибет
Вопрос отношений Тибета и Китая является крайне сложным и противоречивым. По данным энциклопедии Британника, многие тибетцы (особенно эмигранты) расценивают вторжение Китая как оккупацию независимого государства иностранной державой.
В настоящее время существует правительство Тибета в изгнании — организация, сохраняющая преемственность от исторического тибетского правительства до насильственной инкорпорации Тибета в Китайскую Народную Республику. По словам Лобсанга Сангая, в Тибете китайская администрация десятилетиями борется с тибетской культурой и самосознанием, проводя насильственную китаизацию населения.
Китай, утверждая, что Тибет является его законной частью на протяжении столетий, мотивировал вторжение как освобождение населения от крепостного права (существование которого также является предметом споров). С другой стороны, с момента присоединения Тибета к Китаю возросла грамотность и стабильно повышается уровень жизни населения.

#### Гонконг

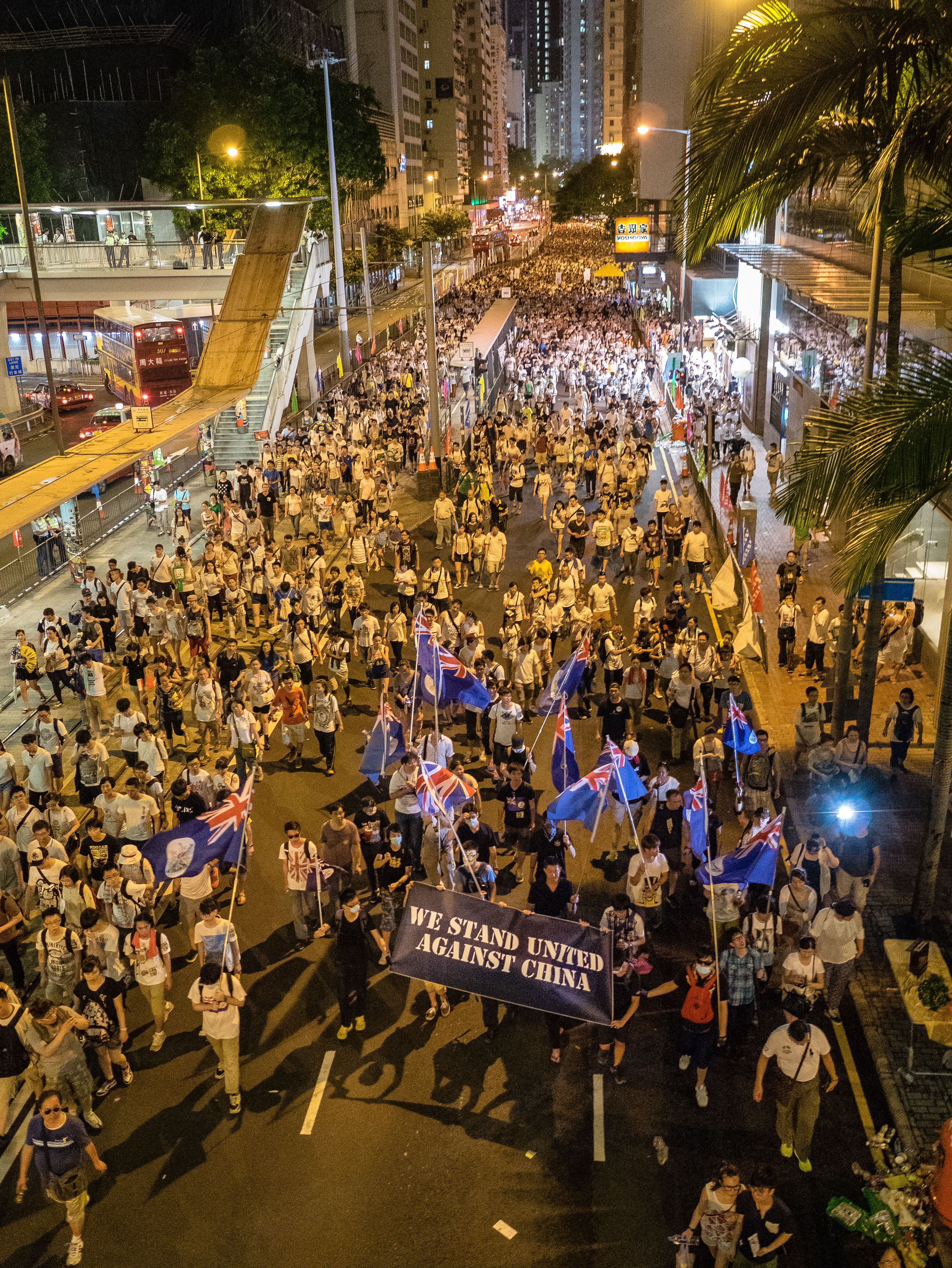
Марш в Гонконге, 1 июля 2014 года. На табличке написано: «Мы едины против Китая».

Несмотря на то, что Гонконг воссоединился с Китаем в 1997 году, его жители так и не стали единым целым с остальным Китаем. Согласно опросу, проведённому Университетом Гонконга в декабре 2014, 42,3 % гонконгцев считают себя «гражданами Гонконга», и только 17,8 % считают себя «гражданами Китая». При этом 39,3 % населения считают себя чем-то средним (либо гонконгскими китайцами, либо гонконгцами, живущими в Китае). Количество китайцев, посещающих Гонконг, увеличилось с момента присоединения и к 2011 г. достигло 28 миллионов. Потребительское отношение и грубое поведение китайцев, приехавших с большой земли, приводит в негодование многих местных жителей. В 2012 группа жителей Гонконга опубликовала статью в газете, в которой визитёры с материка изображались в виде саранчи. В феврале 2014 около 100 гонконгцев организовали избиение туристов и покупателей из Китая, которое получило название «протест против саранчи» в Цзюлуне. Протест вызвал негативную реакцию и был широко осуждён. В ответ Организация по борьбе за равные права Гонконга (Equal Opportunities Commission of Hong Kong) предложила дополнение к закону о расовой ненависти, чтобы защитить жителей материковой части Китая.

### Восточная Азия

#### Япония
После окончания Второй мировой войны отношения между Китаем и Японией постепенно улучшались. Однако с 2000 г. в Японии наблюдается постепенное возрождение антикитайских настроений. Многие японцы считают, что Китай использует исторические промахи Японии, такие как попытка переписать историю в японских учебниках, Военные преступления Японии и официальные визиты в Ясукуни (где в рамках религиозных церемоний происходит поклонение, в том числе, совершившим военные преступления), одновременно как дипломатическую карту и попытку очернить Японию. Серия антияпонских выступлений весной 2005 г. также послужило увеличению неприязни к Китаю среди японской нации. Антикитайские настроения в Японии ещё больше обострились с 2002 г. Согласно Pew Global Attitude Project (2008), неблагоприятное отношение к Китаю имели 84 % опрошенных японцев, а неблагоприятное отношение к китайцам — 73 % опрошенных, что является наибольшим показателем синофобии среди всех остальных стран мира.

#### Корея
Корея имеет долгую историю как сопротивления, так и подчинения Китаю. До проникновения в страну западного империализма в XIX веке, Корея поддерживала идеологию китаецентризма в Восточной Азии. 
В начале 2000-х споры по поводу истории Когурё, который требовали и Китай, и Южная Корея, вызвали обострение отношений между странами.
В VII веке царства Пэкче и Силла были захвачены танским Китаем, что естественно исторически вызвало недовольство Китаем. В IX веке китайские пираты и работорговцы захватывали в плен иностранцев для дальнейшей продажи в качестве рабов в Китае. Их излюбленной целью был Корейский полуостров, поскольку находился близко к Китаю. В результате корейский адмирал Чан Бого основал на острове Чандо гарнизон Чхонхэджин и прогнал пиратов подальше от западных берегов Кореи. В период Империи Мин Китай требовал дани от Корейской династии Чосон в виде редких животных, пищи, наложниц и евнухов, что также не приводило к улучшению отношения к Китаю.
В 1592 году началась Имдинская война, продолжавшаяся шесть лет: Япония захватила Корею, на месяцы оккупировав многие части Корейского полуострова. Корейцы запросили и получили помощь от Китая, что помогло им освободиться от захватчиков. Однако китайские воины часто были по своему поведению неотличимы от японских захватчиков и также грабили и убивали корейских жителей.

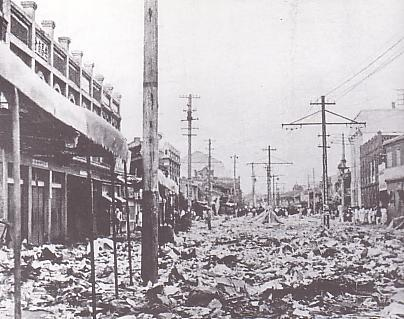
Последствия антикитайского погрома в Пхеньяне, вызванного ванпаошанским инцидентом

С 1910 года Корея находилась под японским управлением, однако ещё с 1907 года Япония использовала политику «защиты и покровительства» корейской диаспоры в Маньчжурии (корейцы начали осваивать эти земли в середине XIX века, а китайцы — лишь в конце того же века), под её прикрытием осуществляя экспансию на северо-восток Китая, вмешательство во внутренние дела Китая, обеспечение военное присутствие в Маньчжурии и создание экономической базы в сельском хозяйстве этого региона. Однако в 1920-е годы приток китайских переселенцев значительно увеличился, что привело к росту цен на землю и повышению арендных ставок, и, в свою очередь — к увеличению конфликтов между китайцами-землевладельцами и корейцами-арендаторами. Резкое увеличение корейцев в Маньчжурии и их активное экономическое преуспевание наряду с японским вмешательством заставили китайские власти принять радикальные меры. В 1925 году между Китаем и Японией были заключены два тайных соглашения: «Двустороннее соглашение о контроле над корейцами» (11 июня), получившее название «Договор Мицуя», и «Правила осуществления контроля над корейцами» (8 июля), их подписали начальник полиции провинции Ляонин (от Китая) и начальник полицейского управления корейского генерал-губернаторства (от Японии). Вслед за подписанием соглашений последовала серия законов и постановлений китайских властей, приведших под предлогом борьбы с антияпонским движением к массовым репрессиям и гонениям маньчжурских корейцев, продолжавшихся на протяжении конца 1920-х и начала 1930-х годов. Например, в 1930 г. маньчжурские власти опубликовали указ, призывающий китайских землевладельцев разорвать все арендные договоры с корейцами, а 18 апреля того же года администрация провинции Цзилинь объявила о закрытии всех корейских школ в провинции. Ненависть китайцев к японцам соответственно переносилась и на корейцев, чем пользовалась Япония. В мае-июне 1931 года возник спор между китайскими и корейскими крестьянами в Ванпаошане (провинция Гирин, в 18 км от Чанчуня) по поводу постройки корейцами каналов и проведению ирригационных работ на участке, приобретённом в марте 1931 года. Конфликт привёл к тому, что 1 июля 500 крестьян-китайцев разрушили построенную корейцами дамбу, зарыли 400 футов каналов, а на следующий день прибыли 20 японских жандармов, открывших огонь по зарывавшим каналы китайцев из пулемёта. Китайцы ответили тем же, перестрелка продолжалась около часа. 3 июля в Ванпаошань вошло 72 японских жандармов, запретив туда вход китайцам. Ванпаошанский инцидент был сильно растиражирован в японской и корейской прессе и был использован в качестве пропаганды для усиления антикитайских настроений. Это вызвало серию антикитайских погромов по всей Корее, которые начались с Инчхона 3 июля и быстро распространились на другие города. По оценкам китайских источников, погибло 146 человек, ещё 546 пострадало и было разрушено много собственности. Самый ужасный погром произошёл 5 июля в Пхеньяне. Во многих городах погромы и беспорядки продолжались вплоть до 8 июля. В этом случае японцы оказали серьёзное влияние на развитие синофобии в Корее. Также ванпаошанский инцидент стал отправной точкой для оккупации Японией Маньчжурии в сентябре 1931 года.
Начиная с 1950 года китайские народные добровольческие войска участвовали в Корейской войне (1950—1953) на стороне КНДР против Республики Кореи и войск ООН. Участие китайского народа в войне сделало отношения между Южной Кореей и Китаем ещё более враждебными. Во время Холодной войны официальных отношений между Южной Кореей и коммунистическим Китаем не было до 24 августа 1992 года, когда между Сеулом и Пекином были установлены формальные дипломатические отношения.
В 1960-х годов в Южной Корее вышел закон против иностранцев, имеющих собственность в стране. В тот момент иностранцами, владевшими собственностью, в большинстве своём были китайцы, что привело к эмиграции китайцев из Южной Кореи в Тайвань.
С 2002 года в Южной Корее наблюдался устойчивый рост антикитайских настроений. Согласно Pew Global Attitude Project, благоприятное отношение к Китаю постоянно падало с 66 % в 2002 до 48 % в 2008, а антикитайские настроения росли от 31 % опрошенных в 2002 до 49 % в 2008. Согласно опросам, проведённым Институтом Восточной Азии (East Asia Institute), положительное отношение к влиянию Китая падало с 48,6 % в 2005 до 38 % в 2009, в то время как отрицательное отношение росло: от 46,7 % в 2005 до 50 % в 2008.
Поворотным моментом, повлиявшим на рост антикитайских настроений, был Северо-Восточный проект (en:Northeast Project) Китайской академии социальных наук, спорный исследовательский проект китайского правительства, объявивший что Когурё и некоторые другие корейские королевства, включая Кочосон, Пуё и Бохай (кор. 발해, Пархэ), являются государствами тунгусо-маньчжурских народов, а потому исторически являются частью китайской территории, поскольку тунгусо-маньчжурские меньшинства, такие как маньчжуры, являются гражданами Китая. Конфликт был спровоцирован в апреле, после того как министр иностранных дел Китая удалил ссылки на эти царства из исторической справке о Корее на сайте министерства, чем разозлил множество корейцев. Пекин проигнорировал запрос Сеула восстановить информацию о древних корейских царствах. Многие историки и официальные лица Кореи уверены, что конфликт был критической точкой в дипломатических отношениях, поскольку отказ Китая удовлетворить просьбу Кореи о восстановлении информации о Когурё как о корейском королевстве рассматривался Сеулом как унизительная и угрожающая попытка разорвать связи между двумя соседними странами. Когда этот проект был представлен публике в 2004 г. это разожгло массовые волнения в Южной Корее. Посреди увеличивающейся критики против Китая со стороны правительства Кореи и общества, Китай направил своего нового заместителя министра иностранных дел en:Wu Dawei в Сеул с обещаниями со стороны Пекина не трогать информацию о Когурё в китайских учебниках.
Во время сеульской части эстафеты олимпийского огня летних Олимпийских игр 2008 г. около 6000 китайских студентов столкнулись с протестующими. Китайские демонстранты столкнулись с местными активистами, которые собрались в знак протеста против эстафеты олимпийского огня, сославшись на обескураживающее отношение Пекина к перебежчикам из Северной Кореи и репрессиям китайских властей в Тибете. В результате этих столкновений и протестов в Сеуле и антикитайских настроений в Корее в целом, проявилось большое негодование по отношению к китайскому народу. Министерство юстиции Южной Кореи отметило, что все демонстранты будут наказаны независимо от национальности. Правительство Южной Кореи ужесточило визовый режим для китайских студентов.

### Центральная Азия

#### Казахстан
В 2010-х в Казахстане проходили массовые протесты против земельной реформы. Часть протестующих имела опасение аренды земли китайцам. 
В июле 2018 года была сорвана свадьба казашки и китайца собравшимися казахами у места проведения свадьбы. 
В это же время была сорвана вывеска на китайском языке у цементного завода у села Сарыозек Кербулакского района Алматинской области.
Синофобия активизировалась в Казахстане в конце 2010-х годов, по причине активной инвестиции китайских компаний и угрозы массовой миграции китайцев в Казахстан.

#### Кыргызстан
В 2019 году по Киргизии прокатилась волна антикитайских митингов.

#### Монголия
Монголия традиционно придерживалась отрицательного взгляда на Китай. Это основано на том, что Китай всегда пытался подорвать суверенитет Монголии, чтобы сделать Монголию частью Китая (Республика Китай объявила Монголию частью своей территории, см. Внешняя Монголия). Страх и ненависть к ‘’erliiz’’ (дословно, двухсемянные) — уничижительное прозвище людей смешанной китайской и монгольской кровей — это распространённое явление в монгольской политике. ‘’Erliiz’’ рассматриваются как китайская попытка «генетического загрязнения», чтобы уничтожить монгольский суверенитет, а сведения о китайской родословной используются в качестве политического оружия в избирательных кампаниях, хотя и не всегда с успехом. В Монголии существуют неонацистские группы, которые протестуют против зарубежного влияния, в особенности влияния Китая.

### Юго-восточная Азия

#### Сингапур
Чтобы предупредить низкую рождаемость в стране, правительство Сингапура предложило финансовые льготы и либеральную визовую политику, чтобы привлечь иммигрантов. Это почти в двое увеличило население Сингапура с 1990 г. Многие иммигранты прибыли из Китая, хотя около половины приехали из Юго-восточной Азии. Население обвиняет иммигрантов в том, что они составили значительную конкуренцию коренным сингапурцам в поиске работы и покупке недвижимости.

#### Малайзия
Из-за расовой политики и в связи с защитой особых привилегий бумипутра расизм в Малайзии является довольно опасным явлением, в особенности в отношениях малайзийцев и этнических китайцев. Несколько стычек возникло между малайзийцами и китайцами ещё до массовых беспорядков 1969 года. Например, в Пенанге враждебные настроения переросли в стычку во время празднования столетия Джоржтауна в 1957 году, что привело к нескольким дням драк и ряду смертей, причём дальнейшие беспорядки происходили в 1959 и 1964 годах, а в 1967 произошёл бунт, который начался как протест против девальвации валюты, и перетёк в убийства на расовой почве. В Сингапуре антагонизм между нациями привёл к беспорядкам на расовой почве в Сингапуре в 1964 году (en:1964 race riots in Singapore), что в итоге привело к выходу Сингапура из состава Малайзии 9 августа 1965 года. Самая серьёзная стычка произошла 13 мая 1969 года и являлась возможно самым страшным событием в Малайзии во время которого было убито от 143 до, предположительно, 600 человек, большинство из которых были китайцами.

#### Вьетнам
Вследствие многих лет правления Китая в Северном Вьетнаме в результате первого китайского завоевания и дальнейших вьетнамо-китайских войн в истории двух стран, а также из-за территориальных споров в Парасельских островах и Спратли, среди некоторых вьетнамцев существуют довольно сильные антикитайские настроения, несмотря на общую культуру.. Хотя нынешнее правительство Вьетнама пытается завязать дружеские отношения с Китаем, последние режимы правления начиная с династии Тейшон (XVIII век) и заканчивая Республикой Южный Вьетнам (20-й век) применяли карательные меры против китайских коммунистов, которые менялись от откровенной резни до законов об ограничении прав и принудительной ассимиляции. Социалистическая республика Вьетнам выступает против антикитайских демонстраций и критики в отношении Китая. Однако антикитайские настроения разгорелись в 2007 г., когда Китай объявил спорный остров Юнсин городским уездом, в 2009, когда вьетнамское правительство позволило китайской государственной алюминиевой компании разрабатывать шахту боксита на центральном плато Вьетнама, а также когда вьетнамские рыбаки были задержаны китайской охраной на спорной территории. В 2011, после того как корабль морского надзора Китая повредил вьетнамский геологоразведочный корабль побережья Вьетнама, некоторые туристические агентства Вьетнама бойкотировали Китай как туристическое направление или отказывали в обслуживании клиентам из Китая. Возле посольства Китая в Ханое и консульства Китая в Хошимине сотни людей выступили с протестом против морских операций Китая в Южно-Китайском море, однако были разогнаны полицией. 
В мае 2014 произошёл массовый антикитайский протест против того, что Китай разместил нефтяную платформу в спорных водах, что вылилось в беспорядки во время которых пострадали многие китайские заводы и рабочие.
Китайско-вьетнамская война привела к дискриминации и иммиграции из страны этнических китайцев хоа, которые получили прозвище «люди в лодках»: с 1978 по 1979 гг. около 450 тыс. этнических китайцев покинули Вьетнам на лодках (в основном бывшие жители Южного Вьетнама, покидавшие Вьетконг) или были изгнаны через сухопутную границу с Китаем.. 

Изгнание китайцев закончилось только в 1989, когда во Вьетнаме начались реформы, получившие название Дой мой.
Согласно журналисту Даниелу Гросу (Daniel Groos) антикитайские настроения повсеместно распространены в современном Вьетнаме, где «желание задать трёпку Китаю является очень модным у всех, от школьников до правительственных чиновников». Он пишет, что большинство вьетнамцев недовольны импортом и использованием товаров из Китая, считая их использование ниже своего достоинства.

#### Лаос и Таиланд
В Лаосе антикитайские настроения часто связывают с китайской промышленностью и производителями, которые считаются ответственными за исчезновение ресурсов страны и переселение людей из их домов, чтобы освободить землю для больших компаний. Тем не менее, Лаос имеет более дружественные отношения с Китаем, чем два других его соседа — Вьетнам и Мьянма.
Таиланд обычно считают настроенным прокитайски. Однако с 1930-х по 1970-е, когда стало известно о заговоре этнических китайцев-коммунистов против правительства страны, был установлен ряд ограничений по отношению к китайцам и их внутринациональному объединению.. Поэтому, учитывая ещё и союз Таиланда и США, тайцы также настроены по отношению к Китаю несколько враждебно.

#### Камбоджа
К концу 1960х в Камбодже проживало около 425 тыс. этнических китайцев. К 1984 г. в результате геноцида и эмиграции красных кхмеров лишь около 61,4 тыс. китайцев осталось в стране.
Ненависть к китайцам была перенесена на этнических китайцев Камбоджи в 80-х. Вьетнамские источники пишут: «В общем, как молодые люди, так и интеллектуалы ненавидят камбоджийских китайцев»

#### Филиппины
В доколониальных Филиппинах китайские пираты проводили серию рейдов, в особенности на область Висайских островов в районе en:Kedatuan of Madja-as. В ответ на это власти приняли ряд мер, чтобы защититься от пиратов, причём китайские торговцы также подозревались в пиратстве и нелегальной торговле, поэтому их часто называли ‘’Mangingilad’’ или пиратами.
Испания ввела первые антикитайские законы на Филиппинском архипелаге. Испанцы несколько раз изгоняли китайцев из Манилы, на что китайцы отвечали бегством в султанат Сулу и поддержкой народа Моро в войне против Испании. Китайцы снабжали Моро оружием и напрямую помогали участием в боях в войнах Моро.
Территориальный спор за острова Спратли и Скарборо (en:Scarborough Shoal) между Китаем и Филиппинами также повлиял на антикитайские настроения в регионе. Кампания по бойкотированию китайских товаров началась в 2012 г. Люди устраивали акции протеста напротив посольства Китая.
Ещё одна причина — это недоверие к товарам, привезённым из Китая. В 2008 г. организация The Bureau of Food and Drugs (BFAD) наложила запрет на ввоз из-за растущих опасений по поводу безопасности молочных продуктов, сделанных в Китае, где четверо детей погибло и более 50,000 человек заболели после употребления молока, заражённого промышленным химикатом меламином. Было обнаружено, что содержание свинца в игрушках и куклах, произведённых в Китае, превышает допустимую норму. В средствах по уходу за кожей для женщин обнаружили ртуть, которая может вызывать рак кожи.

#### Индонезия
Индонезия: голландцы ввели антикитайские законы в Голландской Ост-Индии. Гонения на китайцев со стороны голландских колонистов начались с резни в Батавии в 1740 г., по меньшей мере 10 тыс. китайцев были убиты. Китайцы и яванцы ответили на эти гонения, подняв восстание против голландцев в 1741—1743 годах во время Яванской войны.
Неравное положение этнических индонезийских китайцев и коренных индонезийцев спровоцировало антикитайские настроения среди бедного большинства. Во время Массовых убийств в Индонезии 1965—1966 годов более 500 тыс. этнических китайцев были убиты, а их дома были разграблены и сожжены в результате вспыхнувших антикитайских настроений вследствие того, что Дипа Нусантара Айдит слишком сблизил Коммунистическую партию Индонезии с Китаем. Во время погромов в Индонезии в 1998 последовавших за отставкой президента Сухарто, многие этнические китайцы пострадали от индонезийских погромщиков, а также произошло большое количество грабежей и изнасилований. Однако большая часть погибших были индонезийскими грабителями, которые сотнями сгорели во время нападения на супермаркеты, владельцами которых были китайцы.

### Южная Азия

#### Бутан
Отношения между Бутаном и Китаем исторически были напряжёнными, а последующие события привели к росту антикитайских настроений в стране. Гонения правительства Китая на Тибетские буддистские организации в Тибете в 1959 году привели к волне антикитайских настроений в стране. Кроме того публикация спорных карт в книге «Краткая история Китая», которые показывали большую часть территории Бутана как принадлежащую Китаю, а также заявление, опубликованное Китаем в 1960 году, в котором утверждалось, что жители Бутана «формируют единую семью в Тибете» и «они должны снова быть объединены и преподавать коммунистическую доктрину», привели к враждебной реакции Бутана, включая закрытие границы, торговли и всех дипломатических контактов с Китаем.

#### Индия
Во время Китайско-индийской пограничной войны 1962 года китайцы столкнулись с антикитайскими настроениями, развязанными правительством, управляемым Индийским национальным конгрессом. Китайские бизнесмены преследовались законом за связи с китайским правительством, и многие люди китайской национальности были направлены в тюрьмы в Северной Индии. Индийское правительство приняло Закон об обороне Индии в декабре 1962 года, узаконив «задержание и содержание под стражей любого лица [подозреваемого] во враждебном происхождении». Широкая трактовка акта позволяла арестовать любого человека просто за то, что у него есть китайская фамилия, капля китайской крови или китайская супруга. Индийское правительство заключило в тюрьму тысячи индийских китайцев в лагерь для интернированных в Деоли, Раджастхан, где они годами содержались до суда. Последние интернированные содержались там до 1967 года. Тысячи индийских китайцев были насильно депортированы или вынуждены были сами покинуть Индию. Дома почти всех интернированных были проданы или разграблены. Даже после снятия ограничений индийские китайцы сталкивались со многими проблемами. Они не могли свободно путешествовать по стране до середины 1990-х годов.

### ОстроваТихого океана

#### Тонга
В 2000 г. премьер-министр Тонга Сиале ʻАтаонго Туʻивакано запретил торговлю китайским магазинам из его района Тонга. Это было сделано в ответ на жалобы от других владельцев магазинов, страдавших от конкуренции с местными китайцами.. 
В 2001 китайское сообщество в Тонга численностью около трёх или четырёх тысяч человек, пострадало от волны расистских нападений. Правительство Тонга не возобновило разрешения на работу для более чем 600 владельцев магазинов китайской национальности в ответ на «широко распространённое раздражение против увеличения количества китайских торговцев».
В 2006 г. погромщики разрушили магазины, владельцами которых были тонганцы китайского происхождения в Нукуалофа.

#### Соломоновы Острова
Соломоновы Острова: в 2006 г. жители Чайнатауна в Хониаре пострадали во время погромов, когда район подвергся грабежам и поджогам как результат прошедшего голосования. Бизнесмены, которые были этническими китайцами, были ложно обвинены в подкупе членов парламента Соломоновых островов. Правительство Тайваня в то время поддерживало существующее правительство Соломоновых островов. Китайские бизнесмены были, в основном, малыми торговцами из континентального Китая, и у них не было никакого интереса к делам локального правительства.

### Евразия

#### Россия и СССР
В Советском Союзе антикитайские настроения усилились после раскола между КНР и СССР с конца 1950-х годов, который чуть не перерос в войну между двумя странами в 1969 году. «Китайская угроза», как ее описывал, в письме Александр Солженицын вызвала проявление антикитайских настроений в консервативном русском самиздатском движении.
В России на Дальнем Востоке и в Сибири существовал длительный спор по поводу территории, который был окончен в 2004 г. Россия и Китай не имеют территориальных споров, и Китай не претендует на территории России, однако также существует опасение демографического «захвата» китайскими иммигрантами малозаселённых территорий в России.
Опрос, проведенный Центральноевропейским институтом азиатских исследований в октябре 2020 года показал, что, хотя Китай воспринимается положительно 59,5% российских респондентов (что выше, чем в остальных опрошенных регионах), 57% респондентов в той или иной степени считали китайские предприятия на Дальнем Востоке России угрозой для местной окружающей среды. В восточных регионах России этнические и религиозные мотивы синофобии не выражены, и она традиционно связывается с примитивно понимаемой демографической угрозой («если на северо-востоке Китая проживает 107 млн человек, а на Дальнем Востоке всего восемь, то, значит, китайцы захотят заселить Дальний Восток») и геополитическими мотивами (опасение, что Россия потеряет свои восточные владения).

#### Турция
Антикитайские настроения в Турции появились по причине исторических разногласий между двумя странами, которые ещё сохраняются. В течение многих лет в прошлом турецкий народ, начиная с древних тюрков и до уйгуров воевали с Китайской империей. Из-за оккупации Китаем Восточного Туркестана, известного как Синьцзян-Уйгурский автономный район, который принадлежал тюркским народам, ненависть к китайцам там имеется.
4 июля 2015 около 2 тыс. тюркских националистов из группировки "Серые волки", связанных с ПНД, в процессе протестов против Китая ошибочно напали на корейских туристов в Стамбуле, что привело к введению в Китае запрета на путешествия в Турцию. Сотрудник-уйгурец в китайском ресторане пострадал от протестующих, связанных с организацией "Серые волки". Этот инцидент негативно повлиял на отношения между Китаем и Турцией.
Девлет Бахчели, лидер турецкой организации Партия националистического движения заявил, что атаки турецкой молодёжи из Партии националистического движения на туристов из Южной Кореи были «вполне понятны», он сообщил турецкой газете Hürriyet: «Какая особенность отличает корейца от китайца? Они видят, что у них обоих суженные глаза. Как они могут понять разницу?». Другая интерпретация этого высказывания: «Вообще говоря, какая разница между корейцами и китайцами? У тех и других узкие глаза. Так какая разница?» Уйгур пострадал; турок, владевший китайским рестораном, пострадал от турецких погромщиков, которые также напали на голландское консульство, думая, что это российское консульство.

### Западный мир

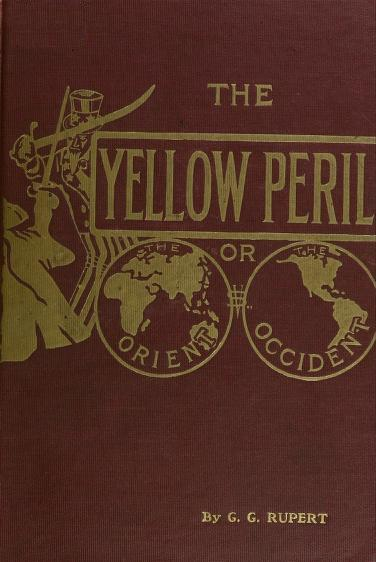
Обложка третьего издания книги «Жёлтая опасность» Г. Г. Руперта, изображающая Дядю Сэма дерущемся на мечах с китайским воином

Как и в других странах, большая популяция населения Китая, длинная история и размер страны вызывают опасения среди тех или других людей. В сознании людей западного мира Китай представляется как очень большая цивилизация, существующая на протяжении веков и имеющая большую популяцию; однако возникновение Китайской Народной Республики после гражданской войны в Китае сильно изменило отношение к Китаю от относительно положительного к негативному из-за страха распространения леворадикальных и левых идеологий, особенно коммунизма и социализма на западе и неоднократных публичных обвинений против Китая в нарушениях прав человека.
Синофобия стала более распространённой, когда Китай стал основным источником иммигрантов на запад, включая Запад США. Много китайских иммигрантов в Северной Америке были привлечены зарплатами, предлагаемыми большими железнодорожными компаниями в конце XIX века, поскольку шла постройка трансконтинентальных железных дорог.
Политика синофобии, такие как Акт об исключении китайцев, Акт об иммиграции китайцев (en:Chinese Immigration Act of 1923), законы об антикитайском зонировании территории, политика Ричарда Седдона и политика Австралийского правительства, получившая название Белая Австралия, а также разговоры о жёлтой угрозе, которые были актуальны до середины XX века в Австралии, США, Канаде и Новой Зеландии.

#### Австралия

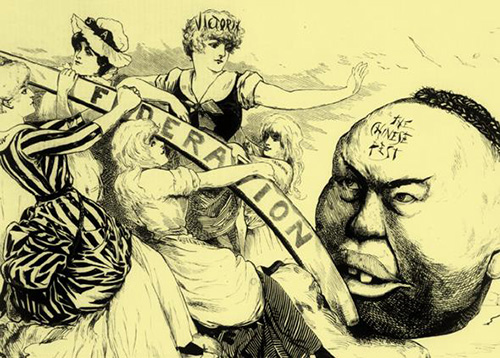
Антикитайский плакат, Австралия, 1886 год

Китайцы, живущие в Австралии, являлись активными участниками политической и социальной жизни Австралии. Лидеры китайского сообщества протестовали против дискриминирующих законов и отношения, и, несмотря на принятие Закона об ограничении иммиграции в 1901 году, китайские общины вокруг Австралии участвовали в парадах и празднованиях государственных праздников и в посещении герцога и герцогини Йоркской.
Хотя китайское сообщество в Австралии в основном было мирным и трудолюбивым, негодование против них возникло из-за отличия в обычаях и традициях. В середине XIX века такие термины как «грязные, больные и насекомоподобные» использовались в Австралии и Новой Зеландии для обозначения китайцев.
В 1855 г. в Виктории был принят подоходный налог для ограничения иммиграции из Китая. Новый Южный Уэльс, Квинсленд и Западная Австралия последовали этому примеру. Этот закон не делал различия между местными, гражданами Британии, людьми, родившимися в Австралии или в Китае. Этот налог в Виктории и Новом Южном Уэльсе был отменён ещё в 1860 г., но к 1880 г. возникла другая волна антикитайских настроений. Несмотря на неуклонное снижение количества китайских жителей в Австралии, число китайцев и китайцев-австралийцев в основном в китайских кварталах Мельбурна и Сиднея росло. В 1887 г. два китайских комиссионера, первые государственные деятели из Китая, которые посетили Австралию, прибыли, чтобы оценить условия жизни китайцев в Австралии после многочисленных запросов от китайцев, проживающих за рубежом. В 1888 году после протестов и забастовок межколониальная конференция согласилась восстановить и увеличить серьёзность ограничений на иммиграцию из Китая. Это послужило основанием для закона об ограничении иммиграции 1901 года и положило начало политике Белая Австралия, которая, хотя и смягчилась с течением времени, не было полностью прекращена до начала 1970х годов.
Было описано много случаев, относящихся к проявлению синофобии. Недавно, в феврале 2013, футбольная команда Китая заявила о злоупотреблениях и расизме, которые они претерпели во время празднования Дня Австралии.

#### Канада
Канада: в 1850-х годах достаточно большое количество китайских иммигрантов прибыли в Британскую Колумбию в поисках золота; эта область была известна среди китайцев как Золотая гора. Начиная с 1858 г. китайские рабочие-кули были привезены в Канаду, чтобы работать на шахтах и на Канадской тихоокеанской железной дороге. Однако они по закону были лишены гражданских прав, включая право голосовать, а в 1880-х как средство для ограничения иммиграции из Китая был введён Подушный оклад. 

В 1907 г. от погромов в Ванкувере пострадали китайские и японские бизнесмены. 
 
В 1923 г. федеральное правительство выпустило Акт об иммиграции китайцев (en:Chinese Immigration Act of 1923) более известный как «Акт об исключении», запрещающий дальнейшую иммиграцию из Китая, исключая случаи «особых обстоятельств». Акт об исключении был отменён в 1947 г. в то же время, когда канадским китайцам дали право голоса. Ограничения оставались по отношению к иммигрантам из Азии до 1967 г., когда все шовинистские, расистские и ксенофобские ограничения по иммиграции в Канаду были отменены и в Канаде была принята система иммиграции, действующая до сих пор. 22 июня 2006 г. Премьер-министр Стивен Харпер предложил компенсацию только за уплаченный китайскими иммигрантами Подушный оклад. Тем из иммигрантов, кто был ещё жив к тому времени, или их супругам было выплачено приблизительно 20 тыс. канадских долларов компенсации.

### Африка
Согласно последним исследованиям исследовательского центра Pew Research Center шесть африканских стран, Гана, Кения, Нигерия, Сенегал, Южно-Африканская Республика и Уганда имели довольно негативное отношение к Китаю в сравнении с предыдущими годами, при этом эти страны имели более позитивное отношение к США.

#### Гана
Жители Ганы заявили, что китайские шахтёры незаконно захватывают рабочие места, загрязняют коммунальные водоснабжение и нарушают сельскохозяйственное производство.
Шестнадцатилетний шахтёр-нелегал из Китая был застрелен в 2012 г. при попытке избежать ареста. После этого случая шахтёры-китайцы вынуждены были защищаться.

#### Замбия
Кандидат в президенты Майкл Сата часто жёстко высказывался против китайского коммерческого присутствия в Замбии, крупнейшей в Африке стране по производству меди. Хотя он трижды не смог выиграть выборы, он стал президентом в 2011 году. Несмотря на то, что его высказывания стали мягче, инвестиционный климат в Замбии считался довольно неясным.